# コピーキャット (映画)
『コピーキャット』（Copycat）は、1995年のアメリカ合衆国のサスペンス・スリラー映画。監督はジョン・アミエル、出演はシガニー・ウィーバーとホリー・ハンターなど。タイトルの「copycat」の英語の意味通りに模倣犯を題材にした作品であり、犯罪史に残る猟奇事件を再現していく殺人鬼を追う女性刑事と犯罪心理学に詳しい専門家の女性を描いている。
1990年代に異常犯罪を題材とするサイコスリラーがブームとなった中でヒットした。

## ストーリー
サンフランシスコ在住の犯罪心理学者ヘレンは、講演会場のトイレで自分がかつて担当した凶悪な殺人犯ダリルに殺されかけた。犯行は未遂に終わりダリルは逮捕されたが、事件がトラウマとなったヘレンはアゴラフォビア（屋外恐怖症）を患い、自宅から一歩も出られずに閉じこもって暮らしていた。
事件から1年後、女性ばかりを狙った連続殺人事件が発生、サンフランシスコ市警察の女性刑事モナハンらと協力してプロファイリングを始めたヘレンは、それらが古く有名な殺人事件の模倣犯（コピーキャット）であることに気付く。
犯人像を白人のインテリと推定するヘレン。その通りの男が、さらに続けて2件の模倣殺人を犯した。ヘレンのマンションに侵入し、刑務所に収監中のダリルが書いた自伝を置いて行く犯人。犯人はダリルと文通し影響を受けた男だった。ヘレンには護衛の警官が付いたが、警官を殺し、ヘレンを誘拐する犯人。
ついには、1年前にヘレンがダリルに襲われた講演会場のトイレで、ダリルの犯行を再現し、ヘレン殺害を完遂しようとする犯人。駆けつけたモナハン刑事によって犯人は射殺された。しかし、刑務所内のダリルは別の「弟子」に向けて犯行を促す手紙を書いていた。

## 登場人物
ヘレン・ハドソン
演 - シガニー・ウィーバー
サンフランシスコに住む犯罪心理学者。ダリルに襲われて情緒不安定や屋外恐怖症となる。そのことから消極的になっているが本来は講演で冗談を挟み、周囲から笑ってもらえるユーモアを持つ明るい女性だった。職業がら連続殺人の心理にかなり詳しい。娯楽としてチャットやネットゲームをしている。連続殺人事件に関わるようになり警察に協力する。推理力は非常に高く、推測だけで現場の状況を言い当てた。
M・J・モナハン
演 - ホリー・ハンター
殺人課の女性刑事。連続殺人事件のことでヘレンと関わるようになる。ヘレンの知識を認めており、ヘレンなくして事件は解決できないと多大な信頼を寄せている。
ダリル・リー・カラム
演 - ハリー・コニック・ジュニア
凶悪な殺人犯。死刑判決を受けながらも脱獄し、ヘレンを襲い、トラウマを作った人物でもある。
ルーベン・ゲッツ
演 - ダーモット・マローニー
殺人課刑事。モナハンと一緒に捜査をしている。ネクタイの趣味が悪い。
ピーター・フォーリー
演 - ウィリアム・マクナマラ
研究施設に勤務する若い男。実は連続殺人事件の犯人。
トーマス・クイン警部
演 - J・E・フリーマン
課長。担当する事件とメディアとの板挟みで苦労している。
ニコレッティ
演 - ウィル・パットン
殺人課刑事。愛称はニコ。
アンディ
演 - ジョン・ロスマン
ヘレンの助手。心を病んでいるヘレンの世話もしている。
スーザン・シファー
演 - シャノン・オハーリー
女性リポーター。

## キャスト
| 役名                     | 俳優                               | 日本語吹替 | 日本語吹替   |
| 役名                     | 俳優                               | ソフト版   | テレビ東京版 |
| ------------------------ | ---------------------------------- | ---------- | ------------ |
| ヘレン・ハドソン         | シガニー・ウィーバー               | 田島令子   | 弥永和子     |
| M・J・モナハン刑事       | ホリー・ハンター                   | 土井美加   | 高島雅羅     |
| ダリル・リー・カラム     | ハリー・コニック・ジュニア         | 江原正士   | 大塚明夫     |
| ルーベン・ゲッツ刑事     | ダーモット・マローニー             | 辻谷耕史   | 関俊彦       |
| ピーター・フォーリー     | ウィリアム・マクナマラ             | 島田敏     | 池田秀一     |
| トーマス・クイン警部     | J・E・フリーマン                   | 菅生隆之   | 池田勝       |
| ニコレッティ（ニコ）刑事 | ウィル・パットン                   | 牛山茂     | 仲野裕       |
| アンディ（ヘレンの助手） | ジョン・ロスマン                   | 城山堅     | 大塚芳忠     |
| スーザン・シファー       | シャノン・オハーリー               |            | 堀越真己     |
| パチュルスキー           | ボブ・グリーン                     |            |              |
| ハーヴィ                 | リチャード・コンチ                 |            | 岩崎ひろし   |
| マイク                   | デヴィット・ミカエル・シルバーマン |            | 大川透       |

- ソフト版
その他出演者：山野井仁、叶木翔子、津村まこと、星野充昭、岡本嘉子、伊藤栄次、石井康嗣、広瀬正志
演出：水本完、翻訳：徐賀世子、制作：ザック・プロモーション

- テレビ東京版 - 1998年10月15日放送『木曜洋画劇場』
その他出演者：福田信昭、小島敏彦、岸野一彦、稲葉実、星野充昭、武田佳子、乃村健次、すずき紀子、兒玉彩伽、樫井笙人、幸田夏穂
演出：佐藤敏夫、翻訳：たかしまちせこ、調整：高橋昭雄、担当：稲河村常平／高橋恭（東北新社）、効果：リレーション、プロデューサー：深澤幹彦／渡邊一仁（テレビ東京）、制作協力：武市プロダクション、制作：東北新社

## 製作
劇中に登場する事件名や、模倣されている手口は、全て過去実際に起きた殺人事件のものである。
- アルバート・デサルボ
- ヒルサイドの絞殺魔（英語版）（アンジェロ・ブオノ、ケネス・ビアンキ）
- デビッド・バーコウィッツ
- ペーター・キュルテン
- テッド・バンディ
- エドモンド・ケンパー
- ジェフリー・ダーマー
- ジョン・ゲイシー
- リチャード・ラミレス

## 作品の評価
Rotten Tomatoesによれば、57件の評論のうち高評価は75%にあたる43件で、『コピーキャットの優れたキャストは、この不快なことの多いスリラーが、標準的なストーリーのあまり好まれない要素を超越するのに役立っている。』との評価を受けた。平均点は10点満点中6.5点となっている。
Metacriticによれば、19件の評論のうち、高評価は10件、賛否混在は7件、低評価は2件で、平均点は100点満点中54点となっている。
シカゴ・サンタイムズのロジャー・イーバートは星4点満点中3.5の星をつけ、『コピーキャットにはセブンのようなダークトーンや、あの映画特有のルックスはない。しかし、それなりに効果はある。オリジナルのキャラクターを生み出し、プロットよりも重要なものにする。』と作品に対して肯定的な意見を述べた。
シカゴ・トリビューンのジーン・シスケルは星4点満点中2の星をつけ、『シガニー・ウィーバーは殺人犯の目の前にいるサンフランシスコの精神科医を演じ、ホリー・ハンターは担当刑事だ。このキャスティングは、大げさなスリラーでは女性が男性と同じくらい退屈になりうることを証明している。』とし、作品に対して否定的な意見を述べた。